# الخمايشة
قرية الخمايشة هي إحدى القرى التابعة لمركز سمالوط بمحافظة المنيا في جمهورية مصر العربية. حسب إحصاءات سنة 2006، بلغ إجمالي السكان في الخمايشة 3985 نسمة، منهم 2004 رجال و1981 امرأة.